# Oberbürgermeisterei Elberfeld
Die Oberbürgermeisterei Elberfeld bestand von 1815 bis 1929 und war eine kommunale Gebietskörperschaft im Kreis Elberfeld (bis 1861) der preußischen Rheinprovinz, die neben der Stadt Elberfeld auch das in Rotten und später in Sektionen eingeteilte ländliche Umland umfasste. Sie ging aus dem mittelalterlichen bergischen Amt Elberfeld hervor, das 1806 unter den Franzosen aufgelöst wurde und in eigenständige Kantone und Mairies unterteilt wurde. Unter Preußen wurde der Kanton Elberfeld in die Oberbürgermeisterei Elberfeld umgewandelt.

## Hintergrund und Geschichte
Das Herzogtum Berg gehörte zuletzt aufgrund von Erbfällen zum Besitz des Königs Maximilian I. Joseph von Bayern. Am 15. März 1806 trat er das Herzogtum an Napoleon Bonaparte im Tausch gegen das Fürstentum Ansbach ab. Dieser übereignete das Herzogtum an seinen Schwager Joachim Murat, der es am 24. April 1806 zusammen mit den rechtsrheinischen Grafschaften Mark, Dortmund, Limburg, dem nördlichen Teil des Fürstentums Münster und weiteren Territorien zu dem Großherzogtum Berg vereinte.
Bald nach der Übernahme begann die französische Verwaltung im Großherzogtum neue und moderne Verwaltungsstrukturen nach französischem Vorbild einzuführen. Bis zum 3. August 1806 ersetzte und vereinheitlichte diese Kommunalreform die alten bergischen Ämter und Herrschaften. Sie sah die Schaffung von Départements, Arrondissements, Kantonen und Munizipalitäten (ab Ende 1808 Mairies genannt) vor und brach mit den alten Adelsvorrechten in der Kommunalverwaltung. Am 14. November 1808 war dieser Prozess nach einer Neuordnung der ersten Strukturierung von 1806 abgeschlossen, die altbergischen Honschaften blieben dabei häufig erhalten und wurden als Landgemeinden den jeweiligen Mairies eines Kantons zugeordnet. In dieser Zeit wurde der Kanton Elberfeld im Arrondissement Elberfeld geschaffen.
1813 zogen die Franzosen nach der Niederlage in der Völkerschlacht bei Leipzig aus dem Großherzogtum ab und es fiel ab Ende 1813 unter die provisorische Verwaltung durch Preußen im sogenannten Generalgouvernement Berg, die es 1815 durch die Beschlüsse des Wiener Kongresses endgültig zugesprochen bekamen. Mit Bildung der preußischen Provinz Jülich-Kleve-Berg 1816 wurden die vorhandenen Verwaltungsstrukturen im Großen und Ganzen zunächst beibehalten und unter Beibehaltung der französischen Grenzziehungen in preußische Landkreise, Bürgermeistereien und Gemeinden umgewandelt, die häufig bis in das 20. Jahrhundert Bestand hatten. Der Kanton Elberfeld wurde zur Oberbürgermeisterei Elberfeld.
Mit dem 1. Juni 1861 schied die Oberbürgermeisterei Elberfeld aus dem Kreis Elberfeld als eigener Stadtkreis aus.
Mit dem Gesetz über die kommunale Neugliederung des rheinisch-westfälischen Industriegebiets von 1929 wurde die Oberbürgermeisterei aufgelöst und das Gemeindegebiet mit den Städten und Gemeinden Barmen, Ronsdorf, Cronenberg, Vohwinkel und Teilen Lüttringhausens (Beyenburg, Herbringhausen) zur Großstadt Barmen-Elberfeld vereint, die im Folgejahr in Wuppertal umbenannt wurde.

### Oberbürgermeister
- 1814–1837: Johann Rütger Brüning
- 1837–1851: Johann Adolf von Carnap
- 1851–1872: Karl Emil Lischke
- 1873–1899: Adolf Hermann Jaeger
- 1900–1919: Wilhelm Funck
- 1919–1920: Paul Hopf
- 1920–1929: Max Kirschbaum

## Gliederung und statistische Daten
Die Oberbürgermeisterei umfasste die Stadt Elberfeld, die in die Stadtbezirkssektionen A bis G und Aue eingeteilt war, und dem Landbezirk (Außenbürgerschaft) des Kirchspiels Elberfeld, der bis 1838 in die Rotten Hülsbecker Rotte, Steinbeck- und Arrenberger Rotte, Pickertsberger Rotte, Dorper Rotte, Katernberger Rotte, Mirker Rotte, Uellendahler Rotte, Fuhrter Rotte, Holz und Eichholzer Rotte und Hahn und Hipkendahler Rotte untergliedert war. Die Rotten wurden 1838 ebenfalls in Sektionen der Außenbürgerschaft überführt.
1815/16 lebten 21.574 Einwohner in der Oberbürgermeisterei, davon 16.401 im Stadtbezirk und 5.173 in der Außenbürgerschaft. Laut der Statistik und Topographie des Regierungsbezirks Düsseldorf besaß die Oberbürgermeisterei 1832 eine Einwohnerzahl von 30.542 (23.836 Stadtbezirk und 6.707 Außenbürgerschaft), die sich in 5.759 (5.126 und 633) katholische, 24.669 (18.595 und 6.047) evangelische und 115 (nur Stadtbezirk) jüdische Gemeindemitglieder aufteilten. Die Wohnplätze der Bürgermeisterei umfassten zusammen vier Kirchen (nur Stadtbezirk), 35 (28 und sieben) öffentliche Gebäude, 2.487 (1912 und 575) Wohnhäuser, 127 (117 und zehn) Fabriken und Mühlen und 1.094 (472 und 622) landwirtschaftliche Gebäude.
Das Gemeindelexikon für die Provinz Rheinland von 1888 gibt für die Bürgermeisterei eine Einwohnerzahl von 106.499 an (77.860 evangelischen, 26.385 katholischen, 941 sonstig christlichen und 1.249 jüdischen Glaubens), die in 20 Wohnplätzen mit zusammen 5.802 Wohnhäusern und 21.932 Haushaltungen lebten. Die Fläche der Bürgermeisterei (2.844 ha) unterteilte sich in 1.108 ha Ackerland, 295 ha Wiesen und 846 ha Wald.

### Bevölkerungsentwicklung
Die folgende Übersicht zeigt die Einwohnerzahlen nach dem jeweiligen Gebietsstand. Es handelt sich um Volkszählungsergebnisse (¹) oder amtliche Fortschreibungen der jeweiligen Statistischen Ämter beziehungsweise der Stadtverwaltung selbst. Die Angaben beziehen sich ab 1871 auf die „Ortsanwesende Bevölkerung“ und 1925 auf die Wohnbevölkerung. Vor 1871 wurde die Einwohnerzahl nach uneinheitlichen Erhebungsverfahren ermittelt.
| Jahr/Datum         | Einwohner |
| ------------------ | --------- |
| 1. Dezember 1831 ¹ | 25.418    |
| 1836               | 30.542    |
| 1. Dezember 1840 ¹ | 31.514    |
| 3. Dezember 1852 ¹ | 40.500    |
| 3. Dezember 1855 ¹ | 41.080    |
| 3. Dezember 1858 ¹ | 48.700    |
| 3. Dezember 1861 ¹ | 56.300    |
| 3. Dezember 1864 ¹ | 62.000    |
| 3. Dezember 1867 ¹ | 65.300    |
| 1. Dezember 1871 ¹ | 71.384    |
| 1. Dezember 1875 ¹ | 80.589    |
| 1. Dezember 1880 ¹ | 93.538    |
| 1. Dezember 1885 ¹ | 106.499   |
| 1. Dezember 1890 ¹ | 125.899   |
| 2. Dezember 1895 ¹ | 139.337   |
| 1. Dezember 1900 ¹ | 156.966   |
| 1. Dezember 1905 ¹ | 162.853   |
| 1. Dezember 1910 ¹ | 170.195   |
| 1. Dezember 1916 ¹ | 142.673   |
| 5. Dezember 1917 ¹ | 136.703   |
| 8. Oktober 1919 ¹  | 157.218   |
| 16. Juni 1925 ¹    | 167.025   |
| 31. Dezember 1928  | 173.235   |

¹ Volkszählungsergebnis